# The Miracle (album)
The Miracle je třinácté studiové album britské skupiny Queen, které bylo vydané 22. května 1989.
Album bylo nahráno poté, co se skupina zotavila z manželských problémů Briana Maye a diagnózy AIDS Freddie Mercuryho v roce 1987 (která byla kapele známá, ale neuveřejněna). Nahrávání začalo v lednu 1988 a trvalo po celý rok.
Album mělo původně nést název The Invisible Men, ale tři týdny před vydáním se, podle Rogera Taylora, rozhodli změnit název na The Miracle. Je to také poslední album skupiny se všemi čtyřmi původními členy na čelní straně obalu.

## Seznam skladeb

### První strana
1. „Party“ (Freddie Mercury, Brian May, John Deacon)
2. „Khashoggi's Ship“ (Queen)
3. „The Miracle“ (Mercury, Deacon) *
4. „I Want It All“ (May) *
5. „The Invisible Man“ (Roger Taylor) *

### Druhá strana
1. „Breakthru“ (Mercury, Taylor) *
2. „Rain Must Fall“ (Deacon, Mercury)
3. „Scandal“ (May) *
4. „My Baby Does Me“ (Mercury, Deacon)
5. „Was It All Worth It“ (Mercury)

### Bonusové skladby
- Bonusové skladby v originálním vydání (1989)

1. „Hang On In There“ (Freddie Mercury)
2. „Chinese Torture“ (Brian May, Freddie Mercury)
3. „The Invisible Man (12“ Version)" - (Roger Taylor) – 5:29

- Bonusové písně přidané při vydání firmou Hollywood Records v roce 1991:

1. „Scandal (12“ Mix)" - (Brian May) – 6:34

### Další skladby
Skladby, které měly být původně na albu, Demo verze aj.
1. „Stealin'“ (Freddie Mercury) – strana B k singlu „Breakthru” (existuje skoro 12 minutová demo verze této skladby)
2. „Hijack My Heart“ (Roger Taylor) – strana B k singlu „The Invisible Man”
3. „My Life Has Been Saved“ (John Deacon) – strana B k singlu „Scandal” (přepracovaná verze se později objevila na albu Made in Heaven)
4. „I Guess We're Falling Out“ (Freddie Mercury) – původní verze „Was It All Worth It”
5. „A New Life Is Born“ (Freddie Mercury) – demo verze skladby „Breakthru“, respektive její úvodní části

### Singly
Singly z alba The Miracle

1. „I Want It All / Hang On in There“
Vydáno: 2. května 1989
2. „The Invisible Man / Hijack My Heart“
Vydáno: 7. dubna 1989
3. „Breakthru / Stealin'“
Vydáno: 19. června 1989
4. „Scandal / My Life Has Been Saved“
Vydáno: 9. října 1989
5. „The Miracle / Stone Cold Crazy, My Melancholy Blues“
Vydáno: 27. listopadu 1989